# Rodrigo Chafal
Rodrigo Chafal fue un escultor barroco activo en Lima en el siglo XVII. 
Poco se conoce de su vida. Su importancia radica en que es uno de los escasos artistas de entidad de origen indio de los que hay constancia documental. Se le atribuyen dos obras; el crucificado de la Agonía (c. 1675) de la Iglesia de Nuestra Señora de Copacabana en Lima, donado por el artista a la propia iglesia, y el crucificado procedente del monasterio limeño del Prado hoy en el Colegio de agustinas de Nuestra Señora de la Consolación, Rimac.